# Maître de Santa Maria Primerana
Le Maître de Santa Maria Primerana  (en italien, Maestro di Santa Maria Primerana, ou Maestro della Madonna di Santa Maria Primerana) est un peintre anonyme florentin, de culture giuntesque, actif entre 1240 et 1270 environ.
Garrison est à l'origine de sa définition en 1947,, le dénommant d'après la Vierge à l'Enfant conservée en l'église Santa Maria Primerana à Fiesole. 
Bien qu'actif dans les environs de Florence, le Maître de Santa Maria Primerana s'est formé dans l'atelier de Giunta di Capitino - il est vraisemblablement l'auteur des dolents du Crucifix de San Ranierino. Son œuvre constitue la première apparition dans la peinture florentine d'éléments giuntesques.
Pour l'historien d'art M. Boskovits le corpus du maître de Santa Maria Primerana ne fait que regrouper la dernière activité du Maître du Crucifix no 434.

## Présentation
Le Maître de Santa Maria Primerana occupe une place singulière dans le panorama de la peinture florentine du XIIIe siècle : 
il est le premier à y introduire la rigueur formelle et la tension expressive du style giuntesque.
Dès l'origine, Garrison souligne que les tableautins sommital et latéraux du Crucifix de San Ranierino (crucifix signé de Giunta di Capitino, aujourd’hui au Musée San Matteo à Pise), représentant l’Éternel bénissant et les deux dolents (Saint Jean et la Vierge), sont dus à une main différente de celle de Giunta,, très proche de celle du maître florentin anonyme auteur de la Madone de Santa Maria Primerana. La confrontation notamment de la Vierge dolente et de la Madone éponyme révèle de nombreuses similitudes, caractéristiques du Maître de Santa Maria Primerana : traitement des volumes par "courbes de niveau", surlignage rouge, traitement des yeux qui roulent, soulignement des paupières inférieures, vues comme de larges membranes sombres, nez « en cuillière », mêmes « lèvres étroites dessinées en forme de cœur qui, à leur extrémité, se tendent en arc comme des moustaches frisées »... 
Bien que ces procédés stylistiques se retrouvent plus ou moins chez tous les peintres issus de l'atelier de Giunta di Capitino (Cimabue, le Maître de San Martino,  le Maître de Santi Cosma e Damiano, le Maître du Crucifix de San Paolo a Ripa d'Arno, le Maître de Calci, le Maître de Castelfiorentino, le Maître de San Pierino...), chez le Maître de Santa Maria Primerana ils sont si fortement accentués qu'ils en deviennent schématiques, caricaturaux.

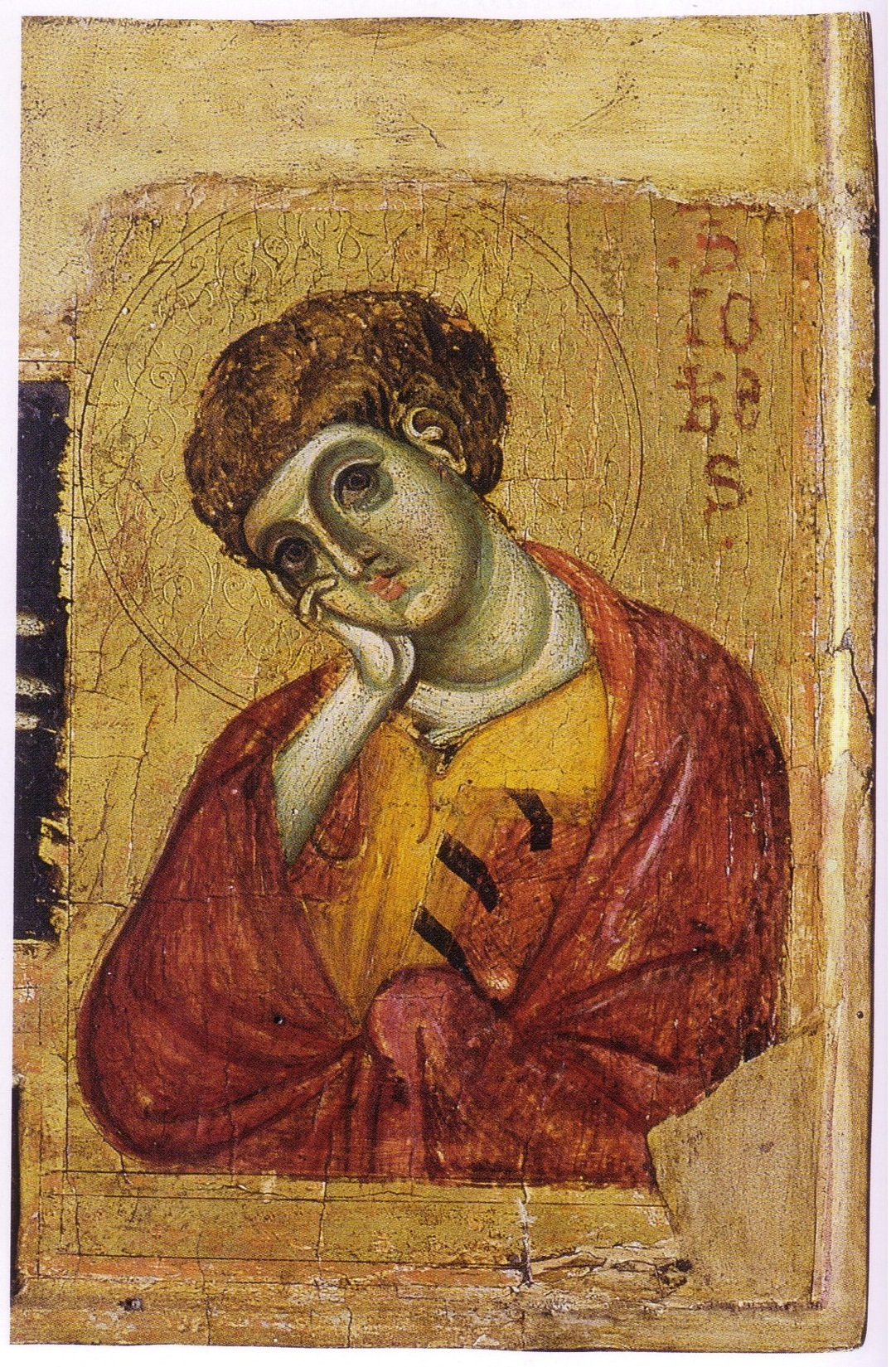
Giunta di Capitino, Croix de San Ranierino (Pise) : Saint Jean
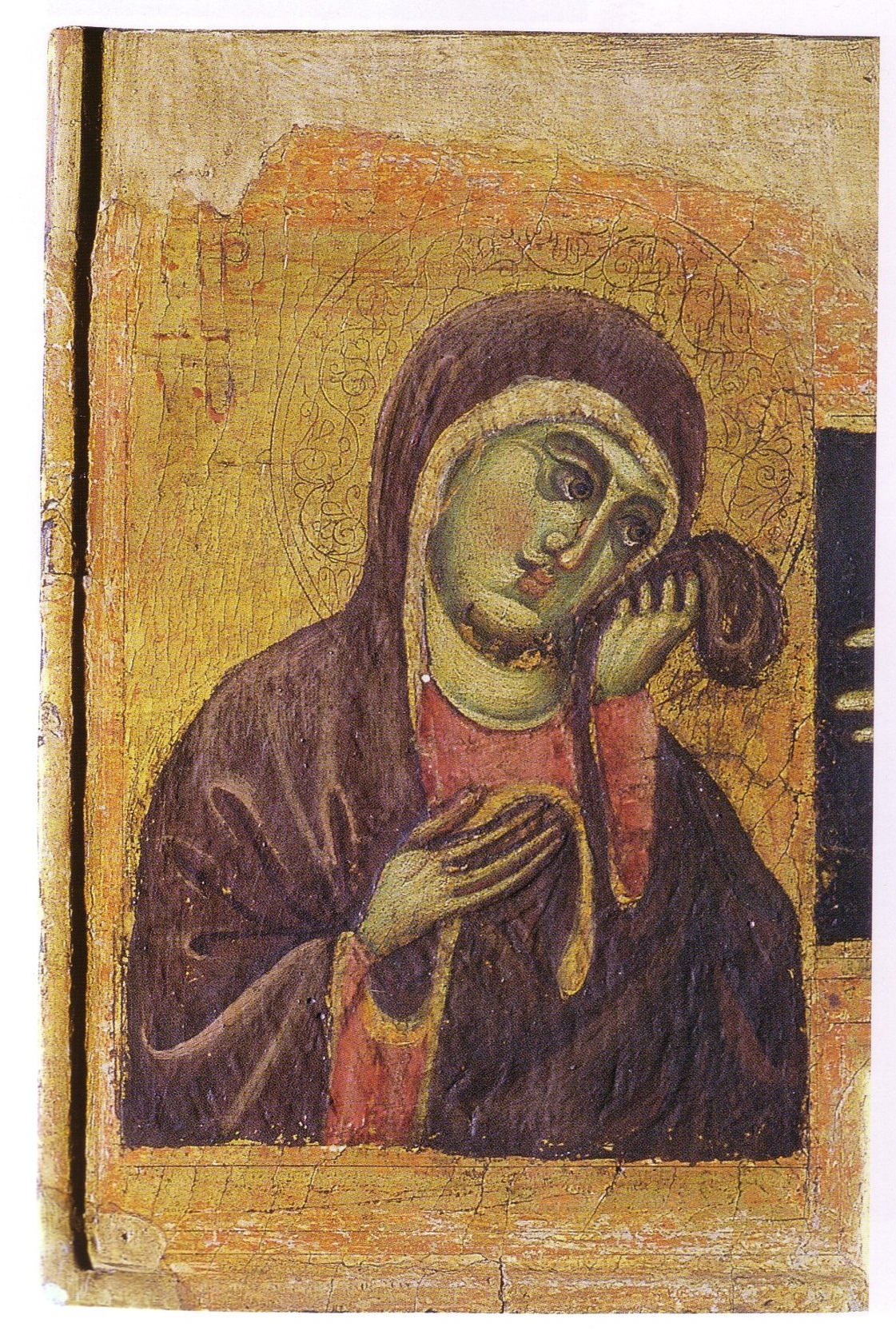
Giunta di Capitino, Croix de San Ranierino (Pise) : Vierge
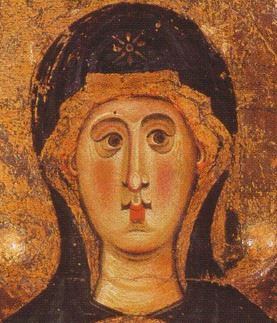
Madone de Santa Maria Primerana (Fiesole) - détail, visage de la Vierge
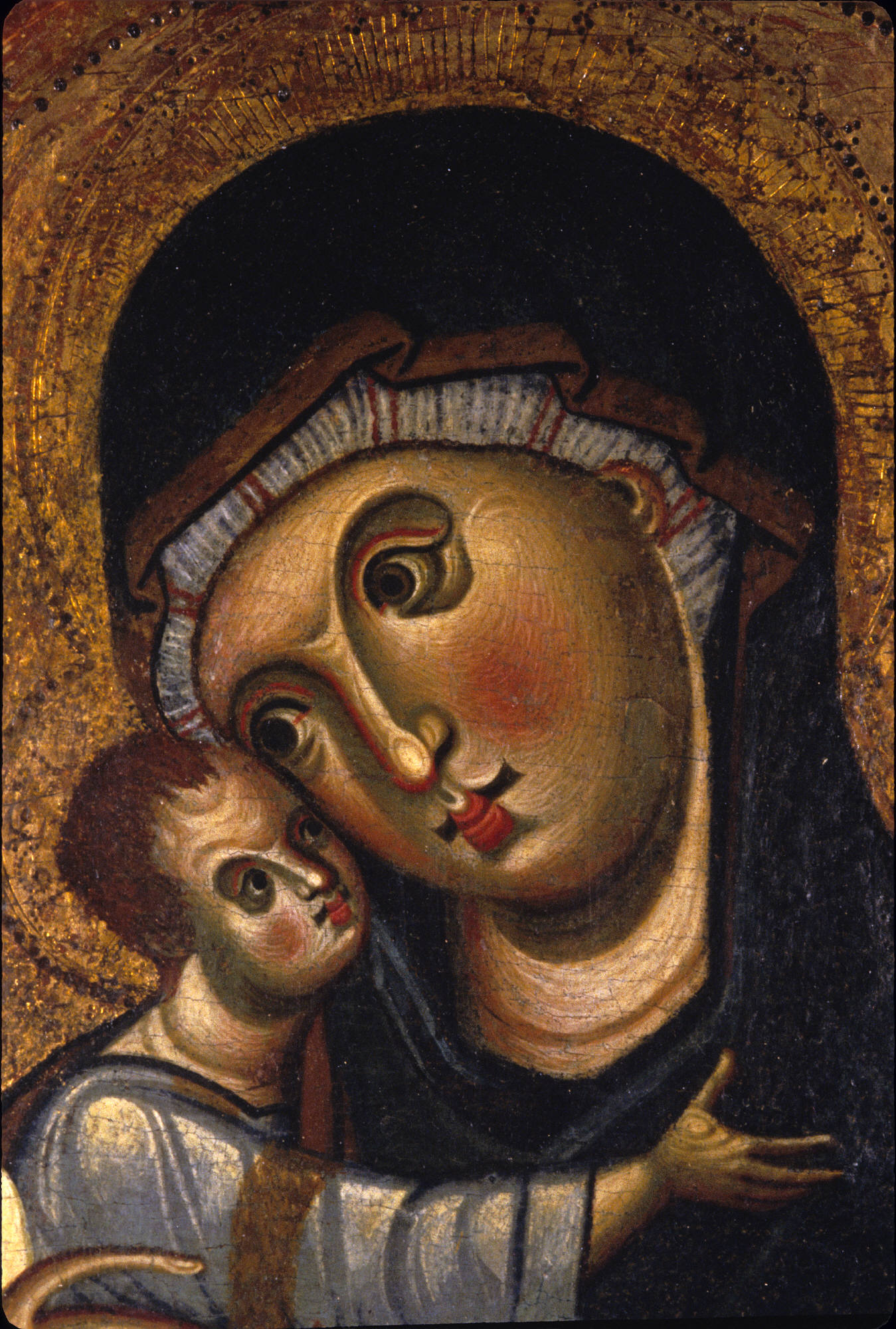
Triptyque de Princeton : Vierge à l'Enfant

## Œuvres

### Madone éponyme, Fiesole
L’œuvre est caractéristique d'un travail alors répandu au XIIIe siècle italien qui mêle des éléments d'orfèvrerie à un travail de peinture a tempera sur un panneau à fond d'argent et d'or. La planéité de la surface est en effet interrompue à la fois par le panneau avec l'auréole de la Vierge qui fait saillie sur le panneau principal, mais aussi par les bords du panneau principal lui-même ponctués de représentations d'étoile d'argent en relief, fondues et combinées à l'argent du fond. À l'origine, avant que l'oxydation des fonds (notamment des feuilles d'argent) confère à l'ensemble une tonalité sombre et uniforme, la peinture devait paraitre très brillante, les reflets métalliques s'ajoutant aux couleurs laquées et très vives - dans un jeu précieux de lumières et de transparences que nous ne pouvons qu'imaginer, même si on en ressent encore la force expressive. Cette technique se retrouve par exemple dans la Madone de Santa Maria Maggiore (Florence) de Coppo di Marcovaldo et dans trois œuvres aujourd'hui attribuées au Maître du Crucifix no 434 : le Saint François recevant les stigmates (Offices, inv. 1890.8574), le Crucifix no 434 éponyme (Offices, inv. 1890.434) et le Retable de saint François (auj. à Pistoia, Musée civique, inv. no 1) - bien que sur ce dernier l'ensemble des motifs décoratifs aient été arrachés. 

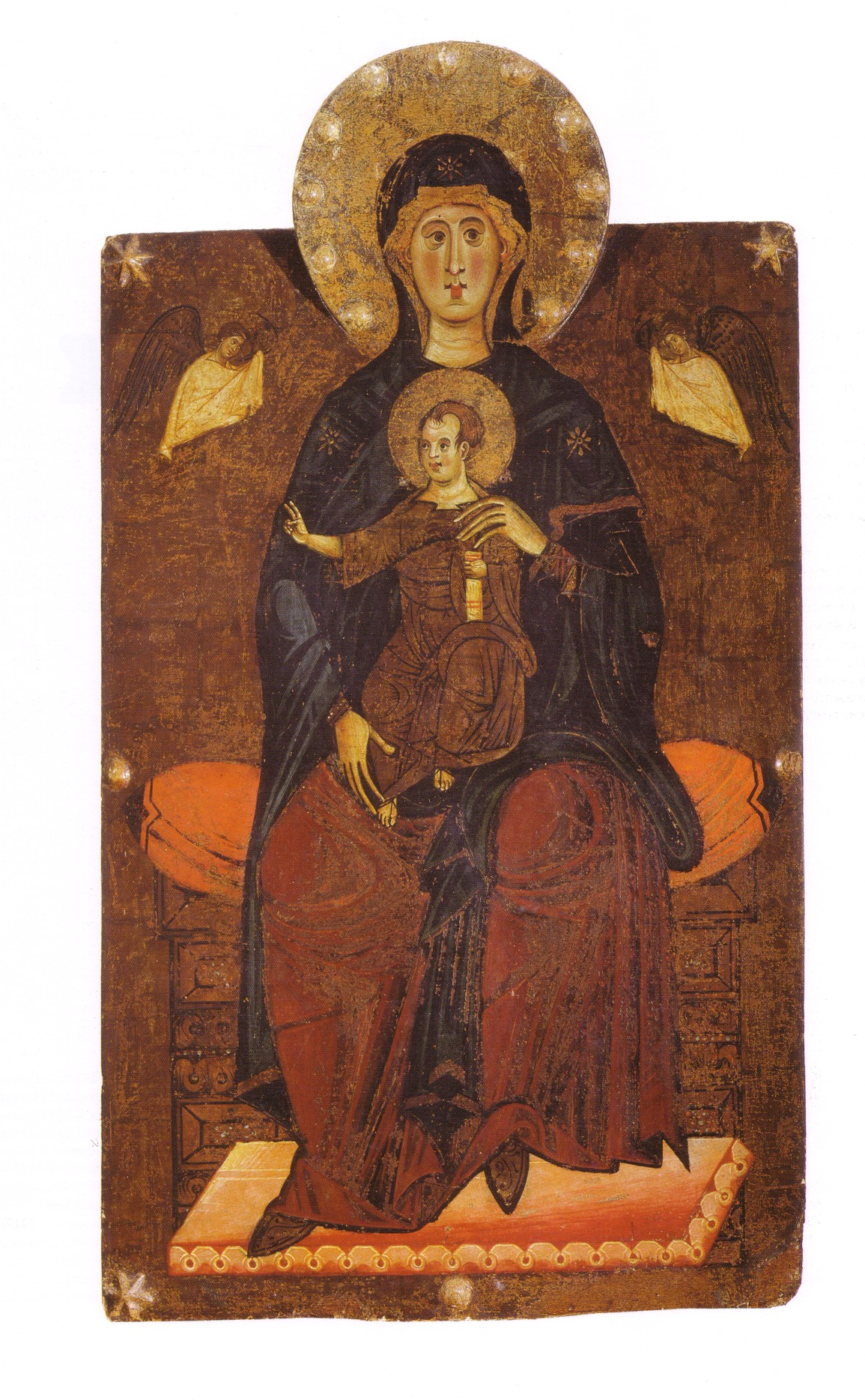
Vierge à l'Enfant éponyme
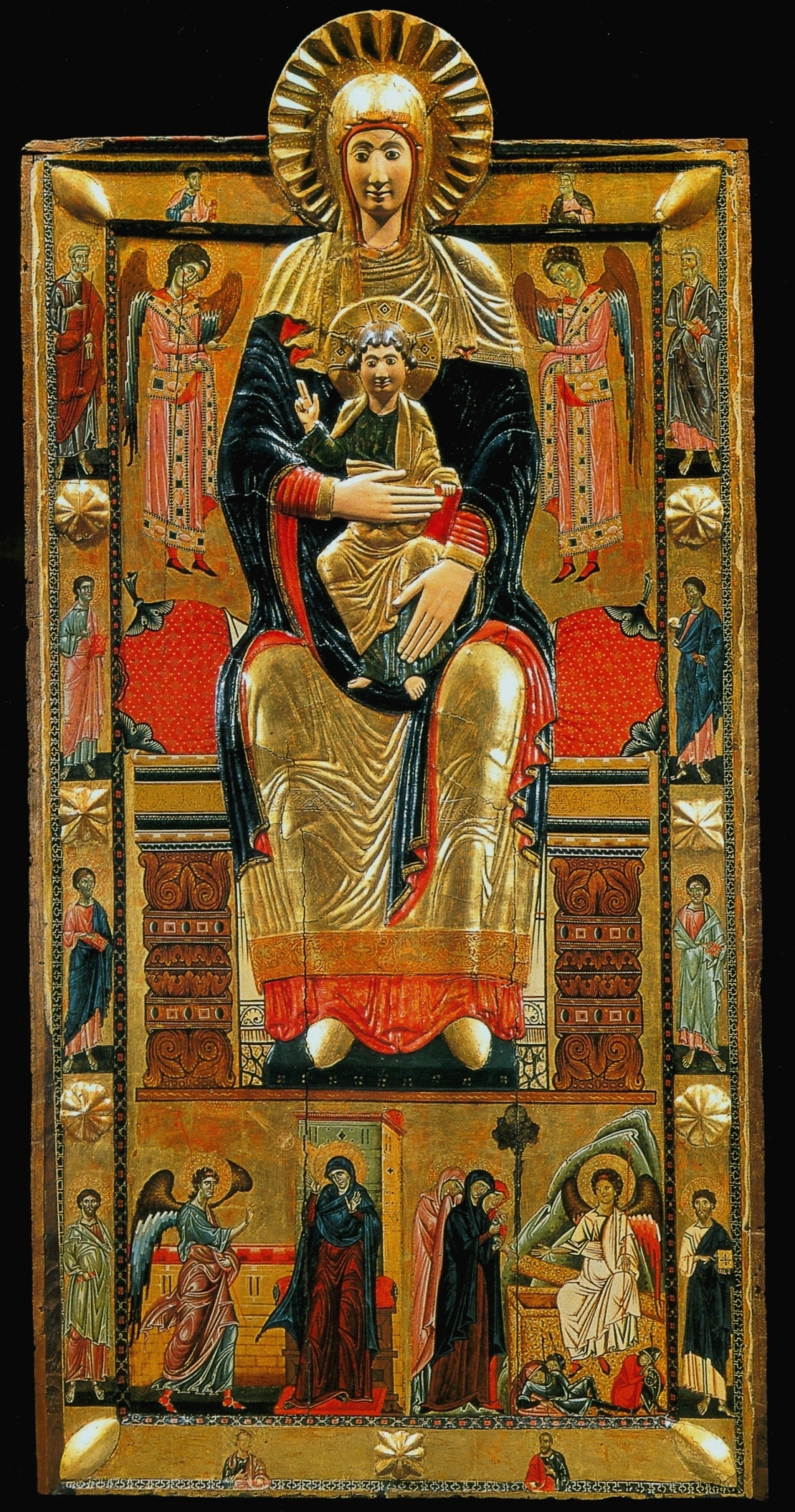
Coppo di Marcovaldo, Vierge à l'Enfant, Santa Maria Maggiore, Florence
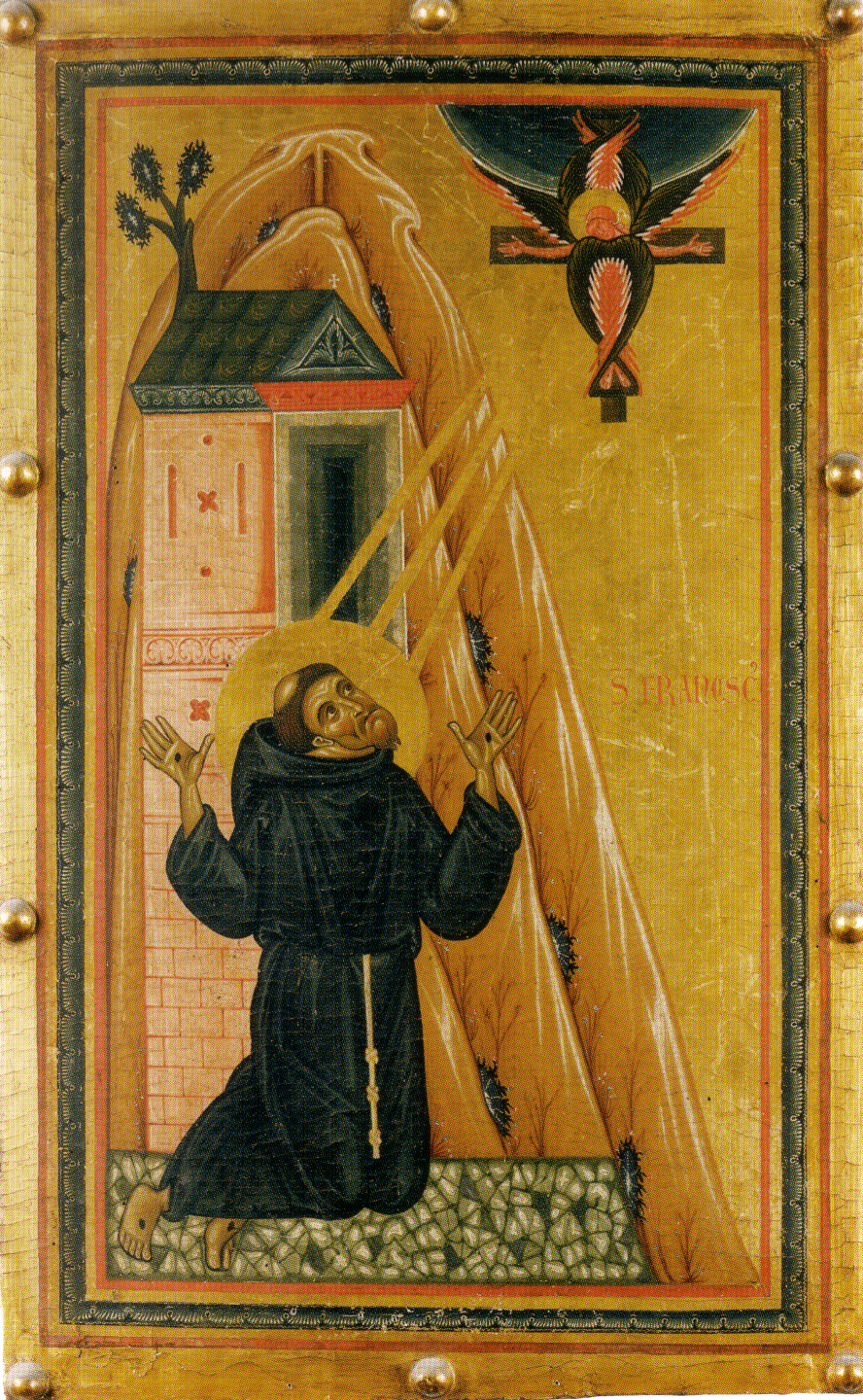
Maître du Crucifix no 434, Saint François recevant les stigmates, Offices
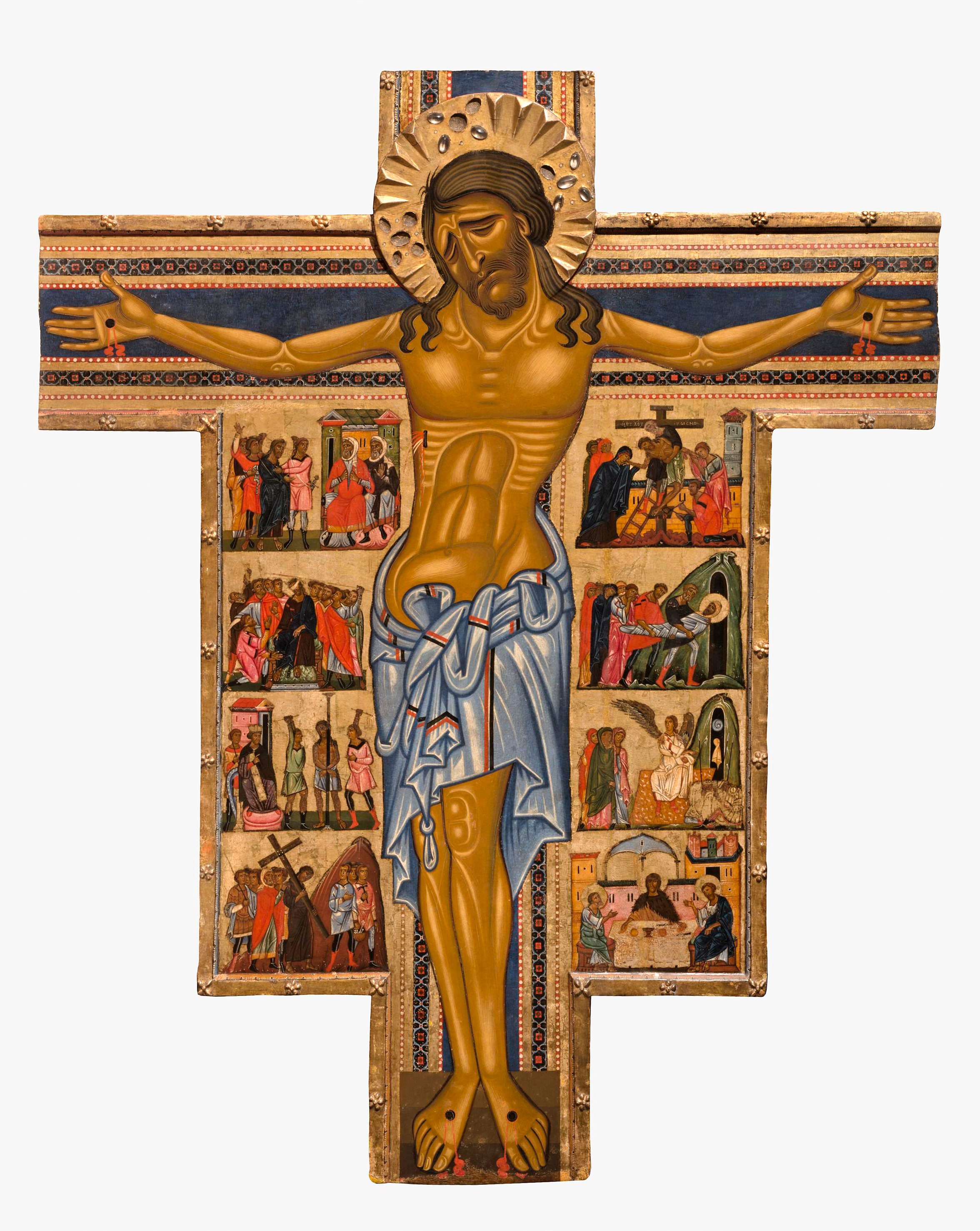
Maître du Crucifix no 434, Crucifix no 434, Offices
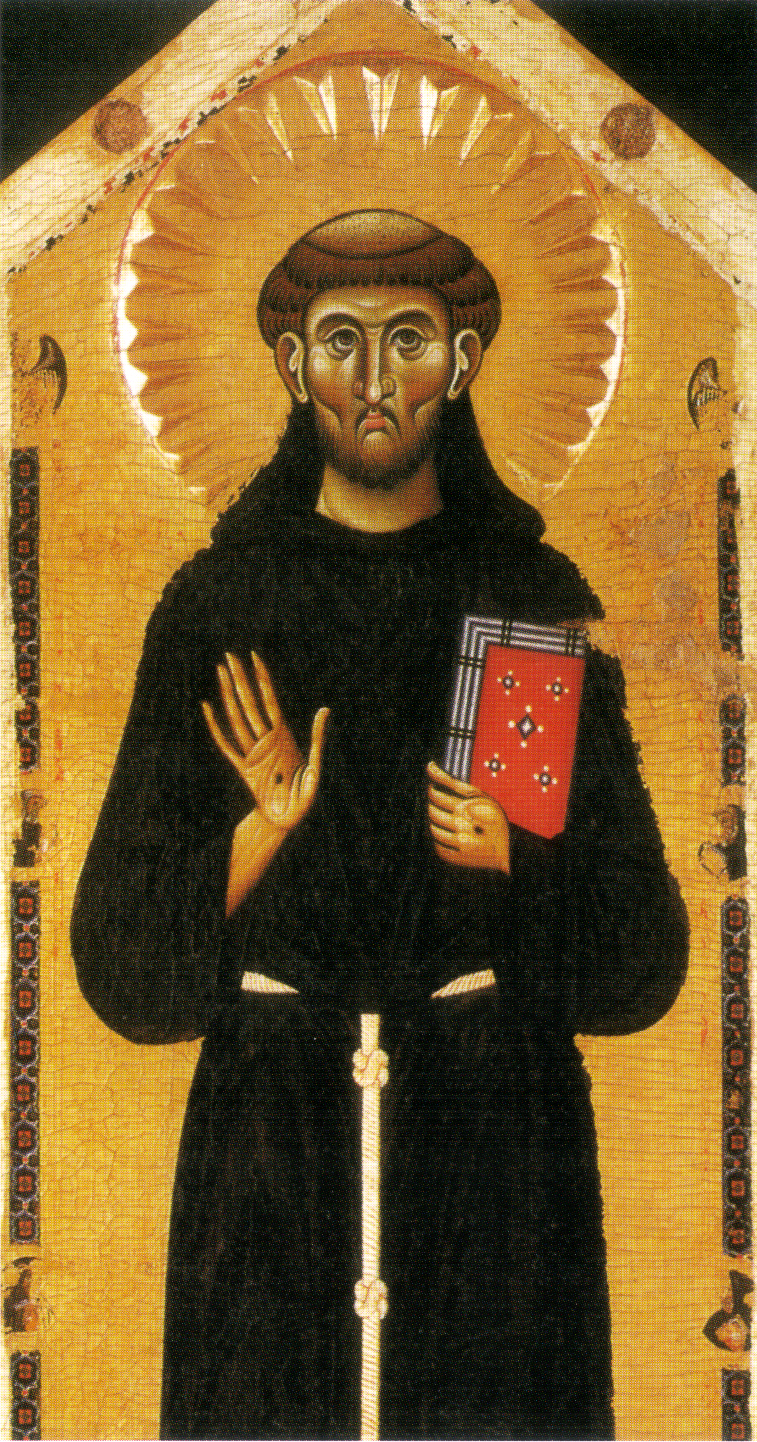
Maître du Crucifix no 434 et Maître de Santa Maria Primerana, Saint François et huit scènes de sa vie, Pistoia, Museo civico

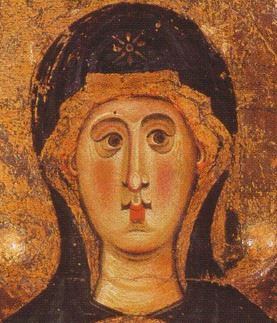
Madonna di Santa Maria Primerana, Fiesole : détail, visage de la Vierge

E.B. Garrison, a sévèrement jugé cette Vierge à l'Enfant :  conséquence des compétences limitées du peintre, une « main naïve ou incompétente » en a dessiné les « types qui frôlent le grotesque ». Pour Boskovits au contraire, l'artiste a réussi en partant de l'image réalisée beaucoup plus tôt et vénérée dans la même église, dont il a gardé « la frontalité et la rigidité solennelle du modèle [...] à lui donner une vitalité intérieure, une animation latente ».
L'ovale parfait du visage de la Madone, les yeux rapprochés dont le regard révèle un léger strabisme - qui lui donne « une apparence particulière, difficile à mettre en mots et, dans les faits, inquiétante » (Boskovits), le nez très étroit et allongé, les lèvres charnues et rétrécies, le menton rond, tous ces éléments éclairent l'intention de l'artiste - et la capacité - de reproduire une leçon classique sur un formalisme byzantin figé.
Boskovits met en avant ce qui semble un réalisme très original dans le rendu de la lumière : versée d'en haut, elle enveloppe les formes et donne lieu à ce que le spectateur moderne interprèterait comme de « véritables ombres portées », dessinées sous les paupières inférieures, la pointe du nez, et entre la lèvre inférieure et le menton. Concept évidemment inconnu des peintres de l'époque, il s'agit ici d'une formule expressive plutôt qu'un souci de réalité. 
L'éloignement des formules byzantines est aussi visible dans la vivacité de l'enfant, son positionnement de trois quarts, son sourire et son visage mutin. La facture libre et enlevée de la représentation des deux anges est aussi remarquable. Cette liberté trahit l'ascendance culturelle de Pise et, en particulier, la forte influence de la dernière phase de Giunta Pisano, le maître le plus sensible à la culture néo-classique telle qu'on la retrouve, par exemple, dans son panneau de Saint François et des histoires de sa vie du musée du couvent d'Assise. La rupture de la fixité emblématique et la tendance vers plus de réalisme en font ainsi l'un des principaux interprètes et vulgarisateurs dans la région de Florence des ouvertures giuntesques vers des formes renouvelées d'expression. 
Concernant la datation, les historiens d'art penchent vers une exécution autour de 1250.

### Triptyque de Princeton

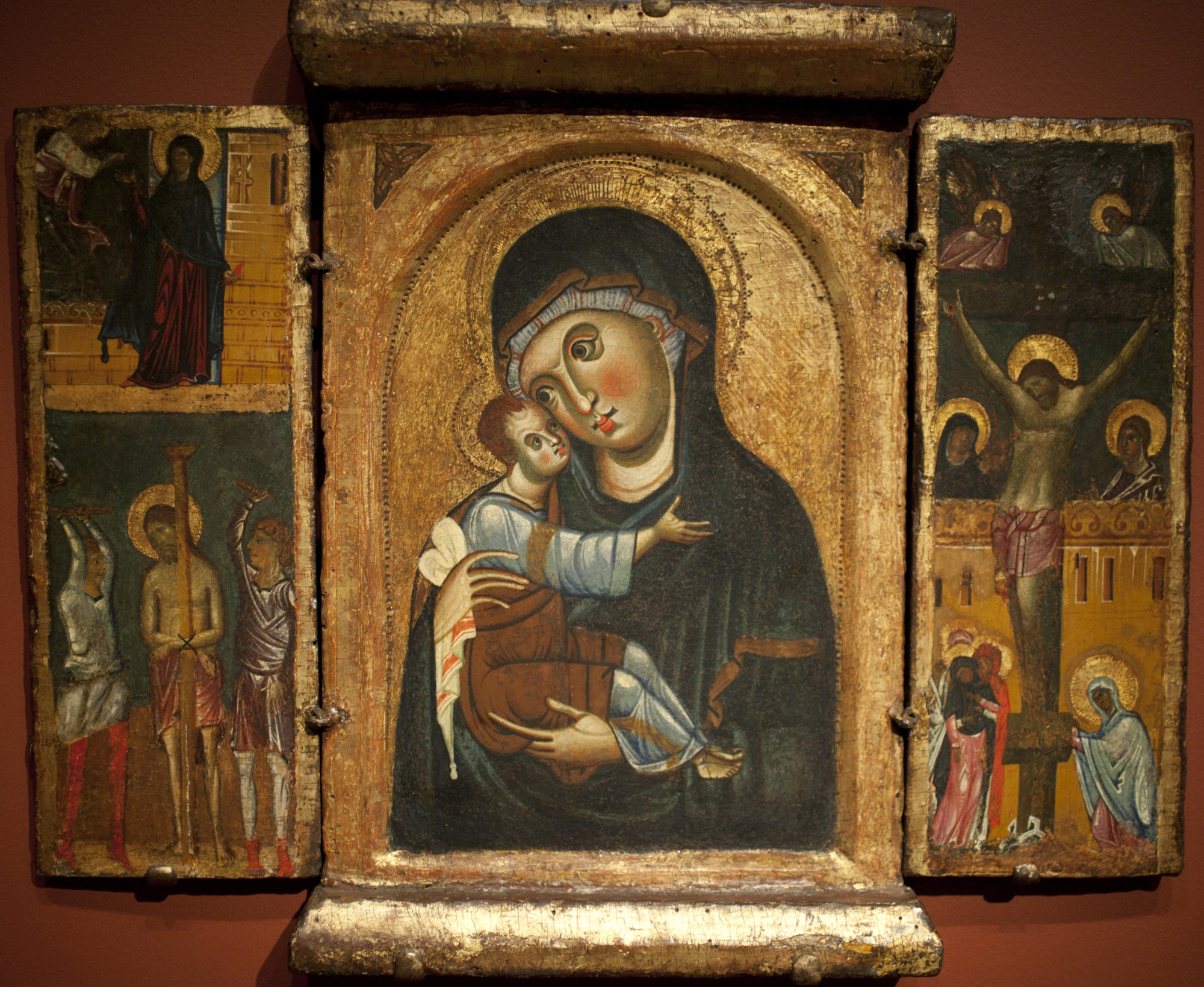
Triptyque, Princeton

Le triptyque montre une Annonciation et une flagellation (volet gauche), une Vierge à l'Enfant (panneau central) et enfin une Crucifixion (volet droit).
La Vierge à l'Enfant
La tendresse et la complicité entre la Vierge et l'Enfant sont remarquables : l'Enfant tourne vers sa Mère un regard fixe aux yeux largement ouverts, accompagné d'un geste large tendre et exhortant. La Mère, perdue dans ses pensées, soutient l'Enfant de ses mains fragiles. L'ensemble constitue une iconographie dont les seuls précédents connus sont dus aux artistes lucquois et pisans. 
On retrouve par ailleurs les caractéristiques de notre maître anonyme : les courbes de niveau qui signifient le volume (notamment sur les mains de l'Enfant), les yeux globuleux, géométriques ; le nez en cuillère de la Vierge ; les ombres portées, très fortement délimitées, notamment les deux gouttes concentriques du nez et celle du menton arrondi... Sans oublier quelques effets plastiques efficaces : le rouge vif de la lèvre supérieure qui contraste avec ses ombres profondes. 
Les scènes des panneaux latéraux
Les épisodes sur les panneaux latéraux montrent des compositions enlevées, fortement expressives, qui semblent prises sur le vif : que cela soit dans l'Annonciation qui montre l'ange Gabriel volant encore, et Marie, surprise, qui semble être sur le point de rentrer dans sa maison ; la Crucifixion, où le désespoir marque le visage des femmes qui soutiennent la Vierge évanouie, ou encore dans la flagellation, où les bras du Christ, tendus vers le ciel, esquissent comme une prière.
Boskovits signale les nombreux points de similitudes avec le Retable de saint François (auj. au musée civique de Pistoia), surtout dans le traitement du visage de saint François.
L'atmosphère, la vivacité, l'émotion, la psychologie des personnages correspondent parfaitement au climat culturel du troisième quart du duecento.

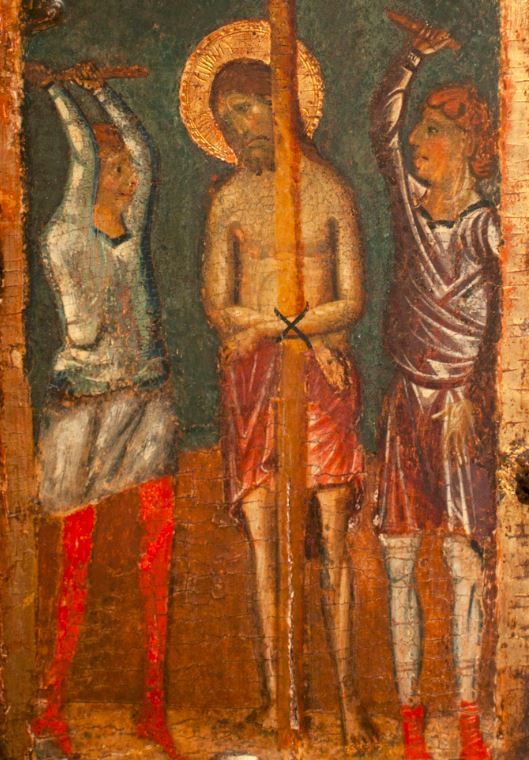
Triptyque de Princeton, volet gauche : la Flagellation
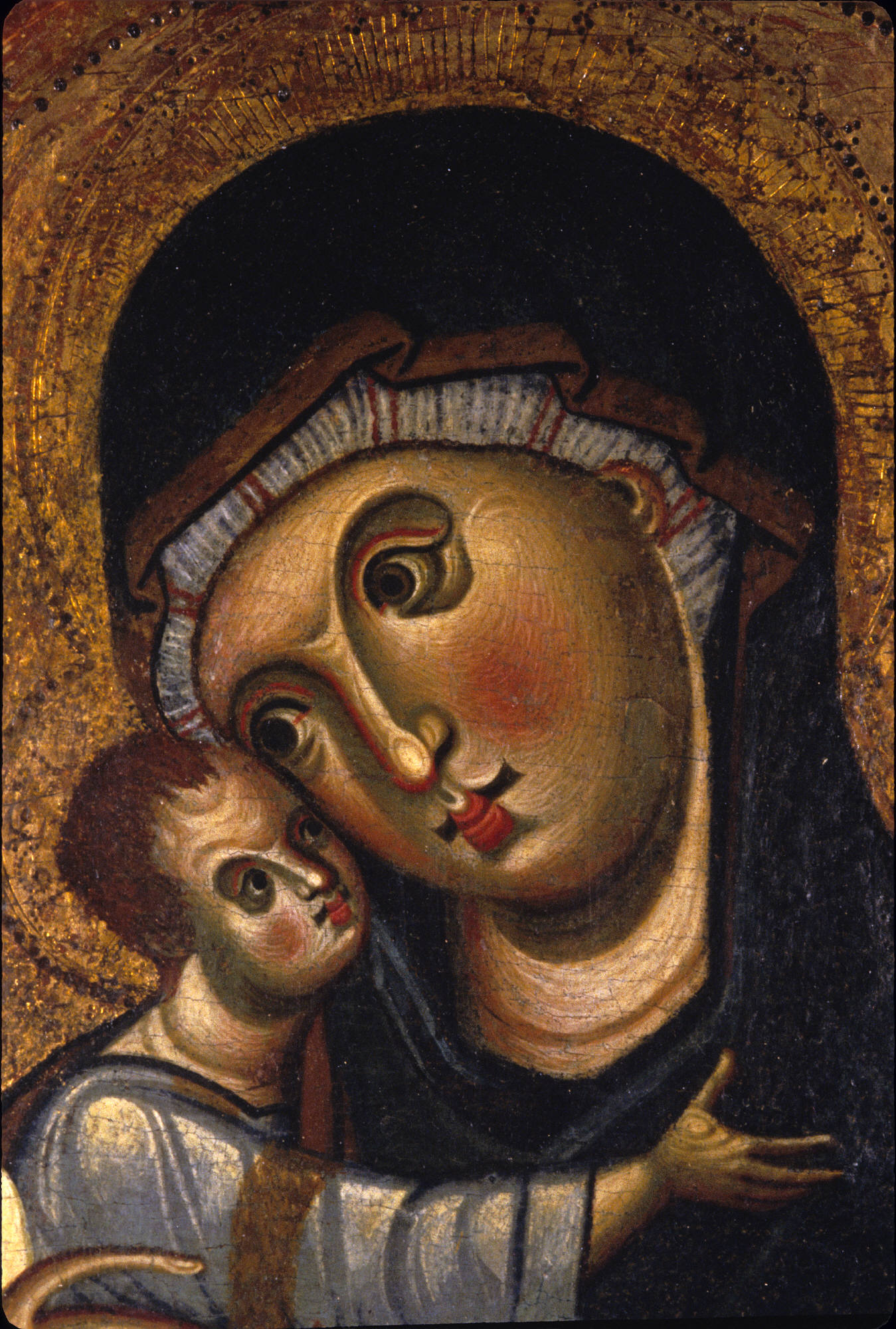
Triptyque de Princeton, Vierge à l'Enfant

### Crucifix de la collection Cini (Venise)

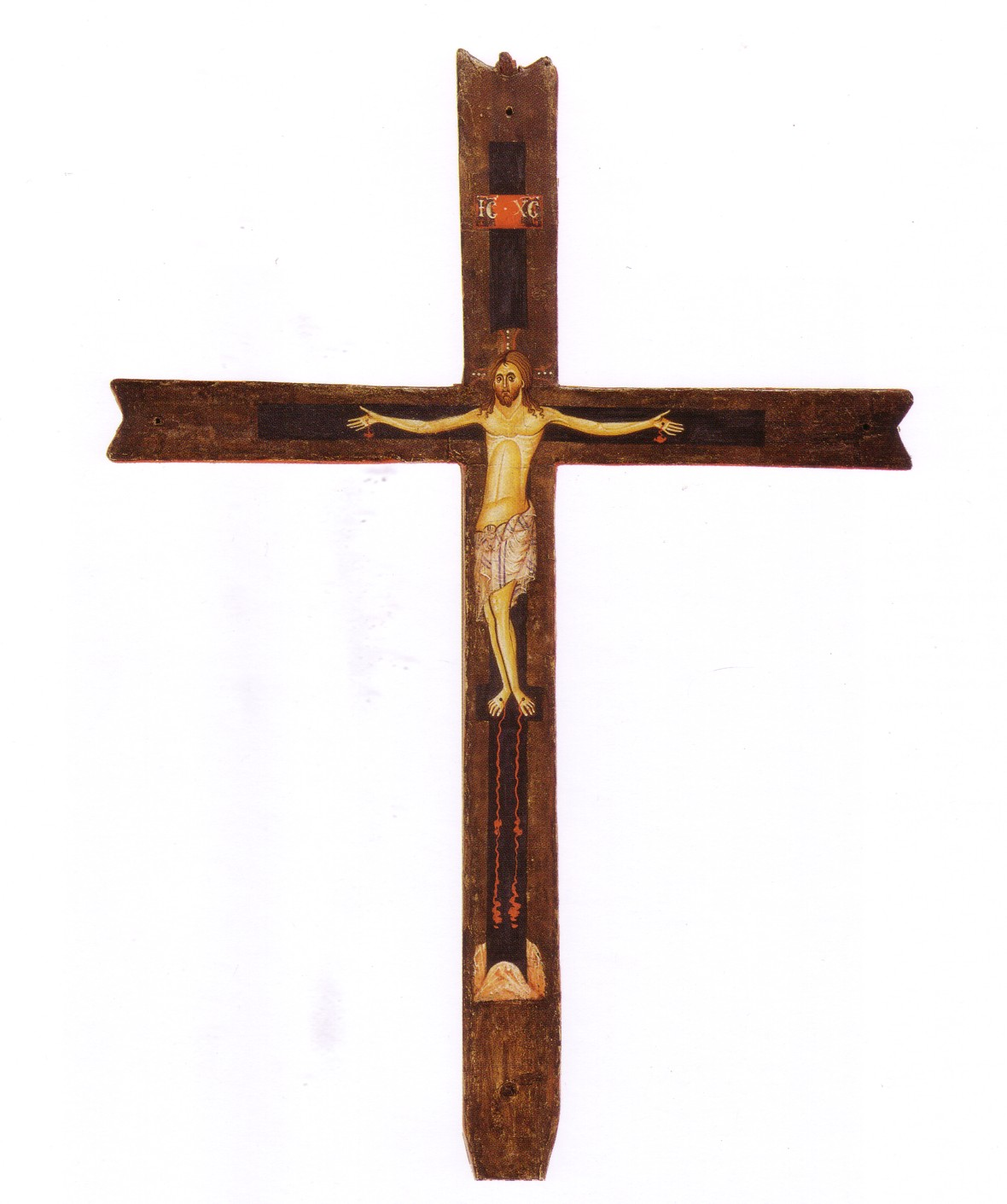
Crucifix Collection Cini - Christus Triumphans

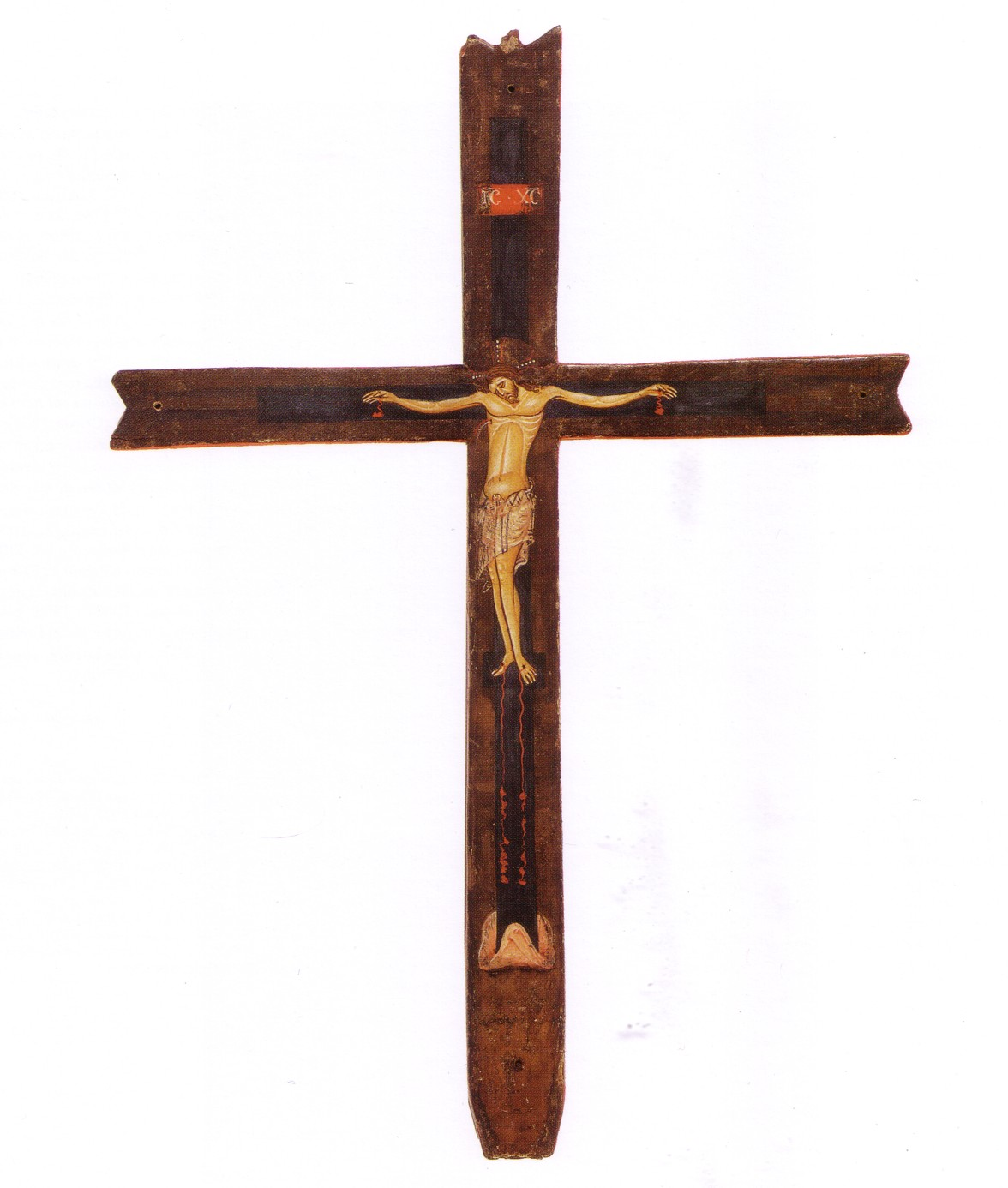
Crucifix Collection Cini - Christus Patiens

Le crucifix de la Fondation Cini à Venise est un crucifix de petite taille, peint des deux côtés avec la représentation du Christus Triumphans sur sa face antérieure et le Christus Patiens sur sa face postérieure, tous éléments caractéristiques d'une croix de procession.
A. Venturi le mentionne pour la première fois en 1928, et le rapproche immédiatement d'œuvres pisanes et notamment des crucifix de Giunta Pisano, de fait il est souvent attribué par la suite à Giunta di Capitino lui-même. En 1973, à l'instar de Garrison (1949), Boskovits, suivi par Tartuferi (1986, 1990), suppose que le travail est une œuvre d'atelier, et en attribue la paternité non plus à Giunta mais à un de ses disciples actifs dans la région de Florence, le Maître de Santa Maria Primerana. 
La figure du Christus triumphans montre une plus grande rigidité et des contours anatomiques simplifiés, davantage géométriques notamment dans l'ovale du visage accentué par les arcs des yeux et des sourcils qui composent le caractère distinctif du Maître de Santa Maria Primerana. 
Pour Tartuferi, ce Christus Triumphans est à rapprocher de celui (Pise, Musée San Matteo, inv. 2325) du Maître du Crucifix de San Paolo a Ripa d'Arno, le plus proche disciple de Giunta Pisano.
Le Christus patiens est, quant à lui, plus strictement giuntesque, en particulier dans la flexion de la tête et dans le pathos du visage, tandis que le relâchement naturel des mains du peintre semble faire appel à encore plus anciens exemples de la culture byzantine dans la région de Pise, comme le Crucifix n° 20 du Musée de San Matteo. 
Dans les deux cas, la posture droite du corps et le type de pagne, que Scudieri rapproche de ceux du volet droit avec la Crucifixion du triptyque de Princeton peinte par le maître anonyme, semblent indiquer que le modèle suivi est celui du Crucifix peint par Giunta pour la basilique Santa Maria degli Angeli à Assise.
Quant à sa datation, la majorité des critiques la situe au milieu du duecento.

### LeSaint François et huit scènes de sa vie(Pistoia)

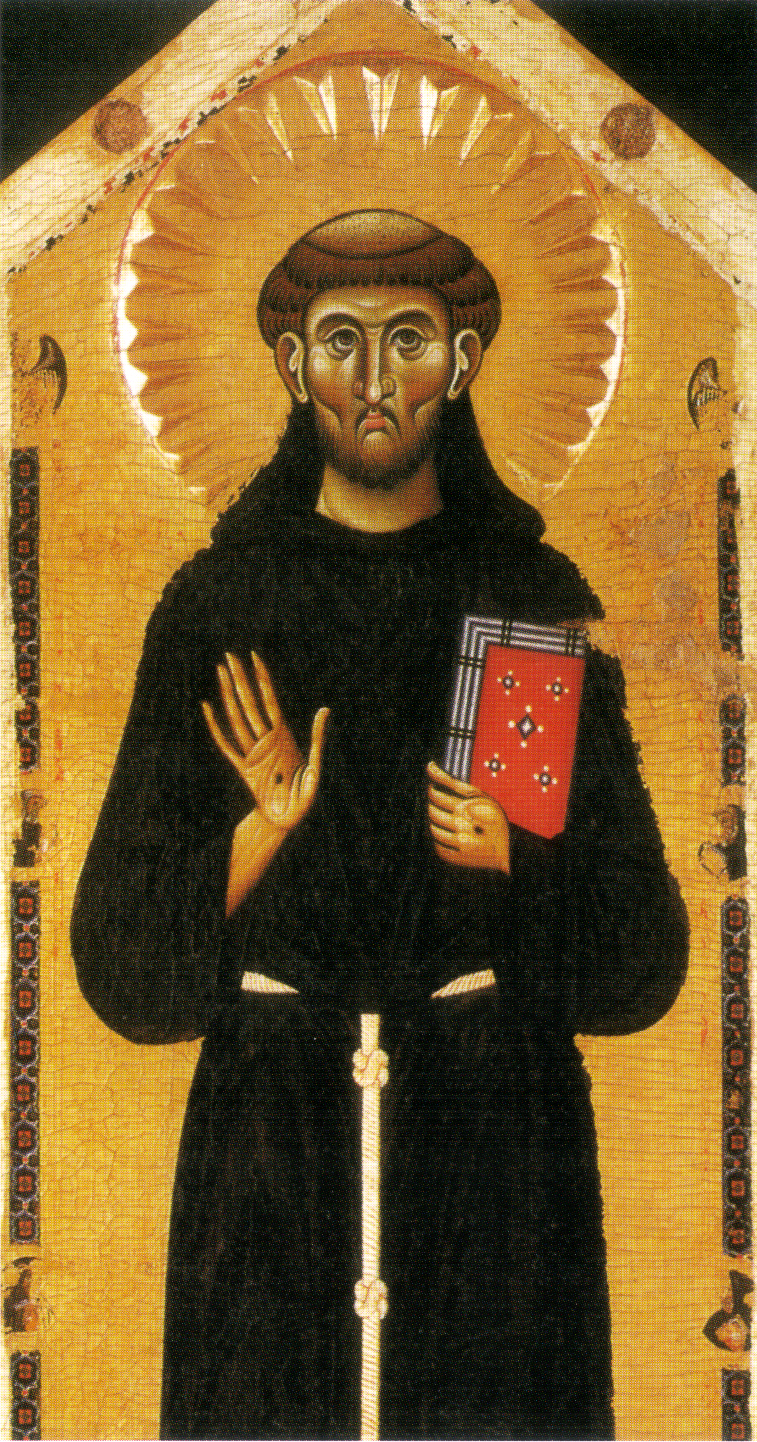
Maître du crucifix 434 et Maître de santa Maria Primerana, Saint François et huit scènes de sa vie, Pistoia

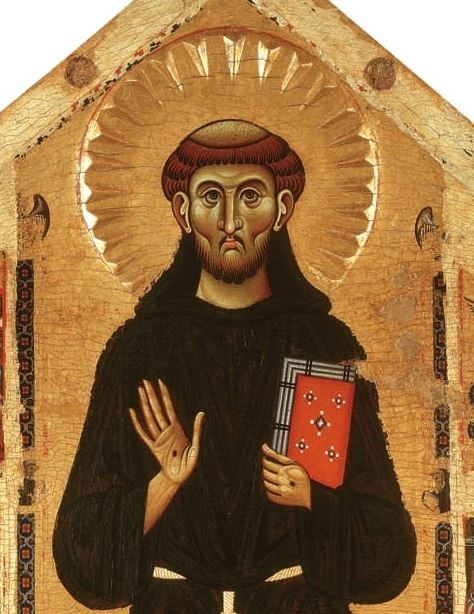
Saint François et huit scènes de sa vie, Pistoia - détail : Saint François

D'abord rapproché du panneau de Saint François de la chapelle Bardi à Santa Croce (Florence) par Venturi (1907), Sandberg Vavalà montre ensuite (1929) les nombreuses affinités avec le Crucifix n° 434 des Offices. En 1976, Boskovits confirme la paternité au Maître du Crucifix no 434. Magnolia Scudieri (1988) si elle attribue les Huit scènes de la vie de saint François à l'auteur du Crucifix no 434, distingue cependant la main du Maître de Santa Maria Primerana dans le personnage de saint François. En 1991, Bellosi attribue l'œuvre à Coppo di Marcovaldo et fait l'hypothèse que le Maître de Santa Maria Primerana - présent dans l'atelier de Coppo - soit l'auteur dans un second temps du visage du saint. Pour Boskovits (1993) la peinture est due à un unique maître car selon lui les œuvres du dit Maître de Santa Maria Primerana ne sont que les œuvres tardives du Maitre du Crucifix no 434. En 2007, Tartuferi ré-affirme l'attribution de l'œuvre au Maître du Crucifix no 434 excepté le visage du saint qu'il donne au Maître de Santa Maria Primerana. 
Lanza (2011) reprenant les attributions de Scudieri et Tartuferi, et la datation proposée par Boskovits (c. 1250-1260) signale la forte influence de cette œuvre (et de la Vierge à l'Enfant monumentale aujourd'hui conservée à Moscou, également attribuée au Maître du crucifix no 434) sur le jeune Coppo di Marcovaldo - explicitant ainsi la position de Bellosi.
Détaillant la représentation du saint - Lanza écrit à propos du Maître de Santa Maria Primerana : 

« caractéristiques de ce peintre sont la géométrisation des traits physiognomiques (la forme ronde des yeux rapprochés et soulignés par la paupière inférieure, l'étroitesse des lèvres petites et charnues, les sourcils qui ne font qu'un avec le nez) et l'accentuation caricaturale sur le visage d'un clair-obscur plastique, caractéristiques qui signalent une nette influence de Giunta Pisano, également visible par les pieds asymétriques qui brisent la rigidité frontale des modèles byzantins précédents. »

## Les œuvres tardives du Maître du Crucifixno434?

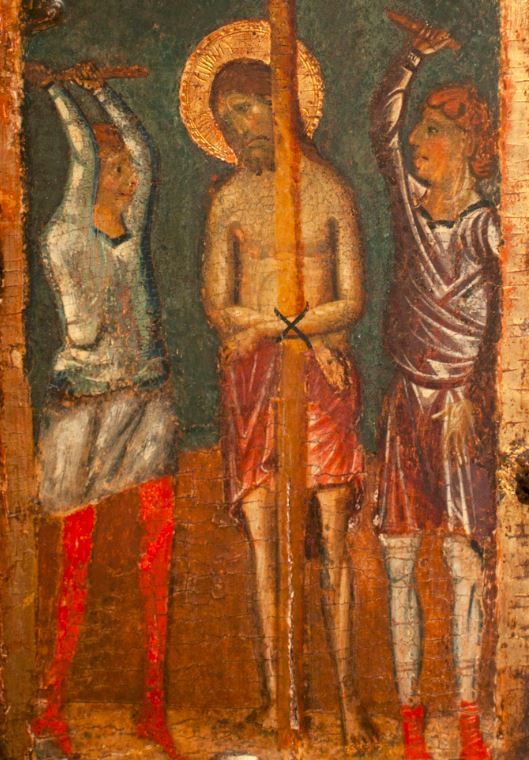
Maître de Santa Maria Primerana,
Triptyque de Princeton détail de la flagellation (volet gauche)

Boskovits, comparant le triptyque de Princeton au crucifix florentin (no 434) et au retable de Saint François de Pistoia du Maître du Crucifix no 434, a proposé de reconnaître sous le Maître de Santa Maria Primerana la phase la plus avancée de la carrière du Maître du Crucifix no 434. 
Selon Boskovits, la scène de la Flagellation de Princeton répète fidèlement celle du crucifix no 434, avec la seule différence que le flagellateur sur la droite, au lieu de s'adresser au Christ avec un geste de questionnement, laisse reposer sa main gauche sur son flanc, et que les justaucorps des deux flagellants sont animés par un zigzag de plis profonds fortement éclairées plutôt que par les entrelacs lumineux de la croix florentine. 
Dans les deux scènes de l'Annonciation et de la Crucifixion de Princeton, le vêtement de Marie avec ses plis en V inversés évoque des solutions similaires à celles de la draperie de la mère de la jeune fille infirme dans le retable de Pistoia. 
En outre, les visages les mieux conservés (notamment ceux des anges et du saint Jean dolent du Crucifix) sont très ressemblants à ceux du panneau de Pistoia.
Boskovits conclut que « le Crucifix de la Galerie des Offices, le retable saint François de Pistoia, le Crucifix Cini, et le triptyque de Princeton sont de la même main ». 
Scudieri, examinant la proposition de Boskovits, confirme que les deux maîtres anonymes partagent « beaucoup d'éléments culturels et stylistiques » mais estime qu'il ne peut s'agir que de deux peintres distincts, « le dynamisme visionnaire du Maître de Santa Maria Primerana 
et le style plus contrôlé et moins géométrique du Maître de la Croix no 434 étant difficilement conciliables ».
La conclusion est identique pour Tartuferi qui juge que « l'activité [du Maître de Santa Maria Primerana] se caractérise par un fond culturel pisan, qui semble difficilement conciliable avec la culture essentiellement lucquoise de l'auteur du Crucifix des Offices ». 

## Liste des œuvres attribuées
- la Vierge à l'Enfant (1260/1270), tempera, argent et or sur panneau, 110 × 62 cm, Fiesole, chiesa di Santa Maria Primerana ; œuvre éponyme [GARRISON 1947][2],[26]

- Triptyque de Princeton, tempera, argent et or sur panneau, 35 × 26 cm, Princeton (New Jersey), Princeton University Art Museum, inv. y1958-126 [GARRISON 1947][2]

- Vierge à l'Enfant, localisation inconnue (en 1947, collection Frascione à Florence) [GARRISON 1947][27],[28]

- Crucifix Cini (c. 1250), tempera et or sur panneau, 58,5 × 41,5 cm, Venise, Fondazione Cini [BOSKOVITS 1973][29]

- Vierge à l'Enfant avec deux anges, tempera et or sur panneau, 110 × 60 cm, Compiobbi (Fiesole), San Donato a Torri [TARTUFERI 1985][30] en collaboration avec le Maître de la Madeleine[31] (auj. davantage attribué au Maître de Bigallo)

- Vierge à l'Enfant avec deux anges, tempera et or sur panneau, Maiano (Fiesole), San Martino [TARTUFERI 1987][32] (œuvre fortement repeinte[31])

- Saint François et huit scènes, tempera et or sur panneau, 160 × 132 cm, Pistoia, Museo Civico, inv. no 1, [SCUDIERI 1988][33] (en collaboration avec le Maître du Crucifix no 434)
- Crucifix, entre la Vierge et Saint Jean ; La vierge entre deux anges, tempera et or sur panneau, 146 × 110 cm, Fiesole, Museo Bandini (provenant de l'Oratorio di Sant'Ansano) [TARTUFERI 1990][31]
- la Madone de Dresde (v. 1260/1270), tempera et or sur panneau, 78 × 49 cm, Dresde, Gemäldegalerie Alte Meister [TARTUFERI 2002][34]

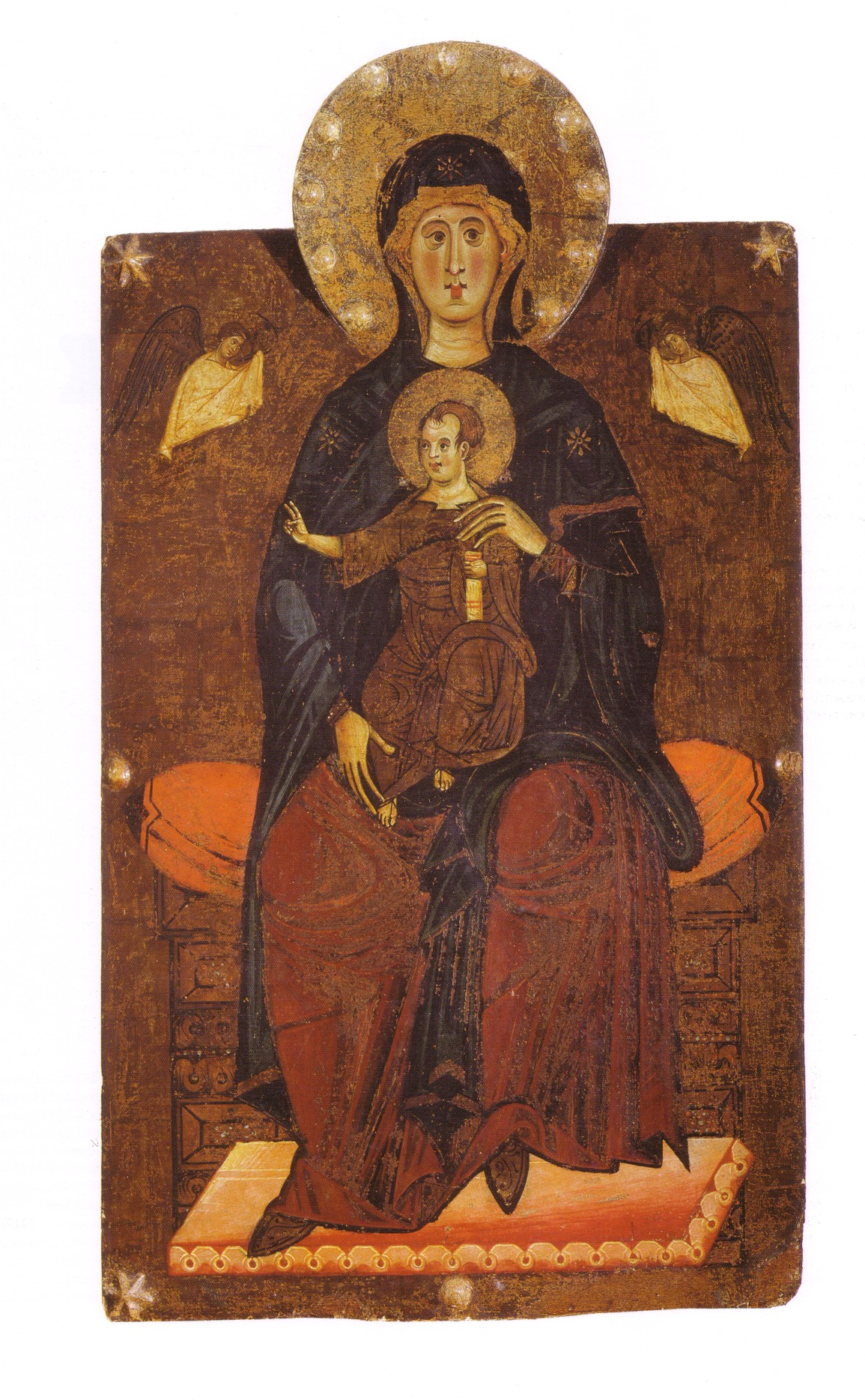
Maître de Santa Maria Primerana, madone éponyme, Fiesole
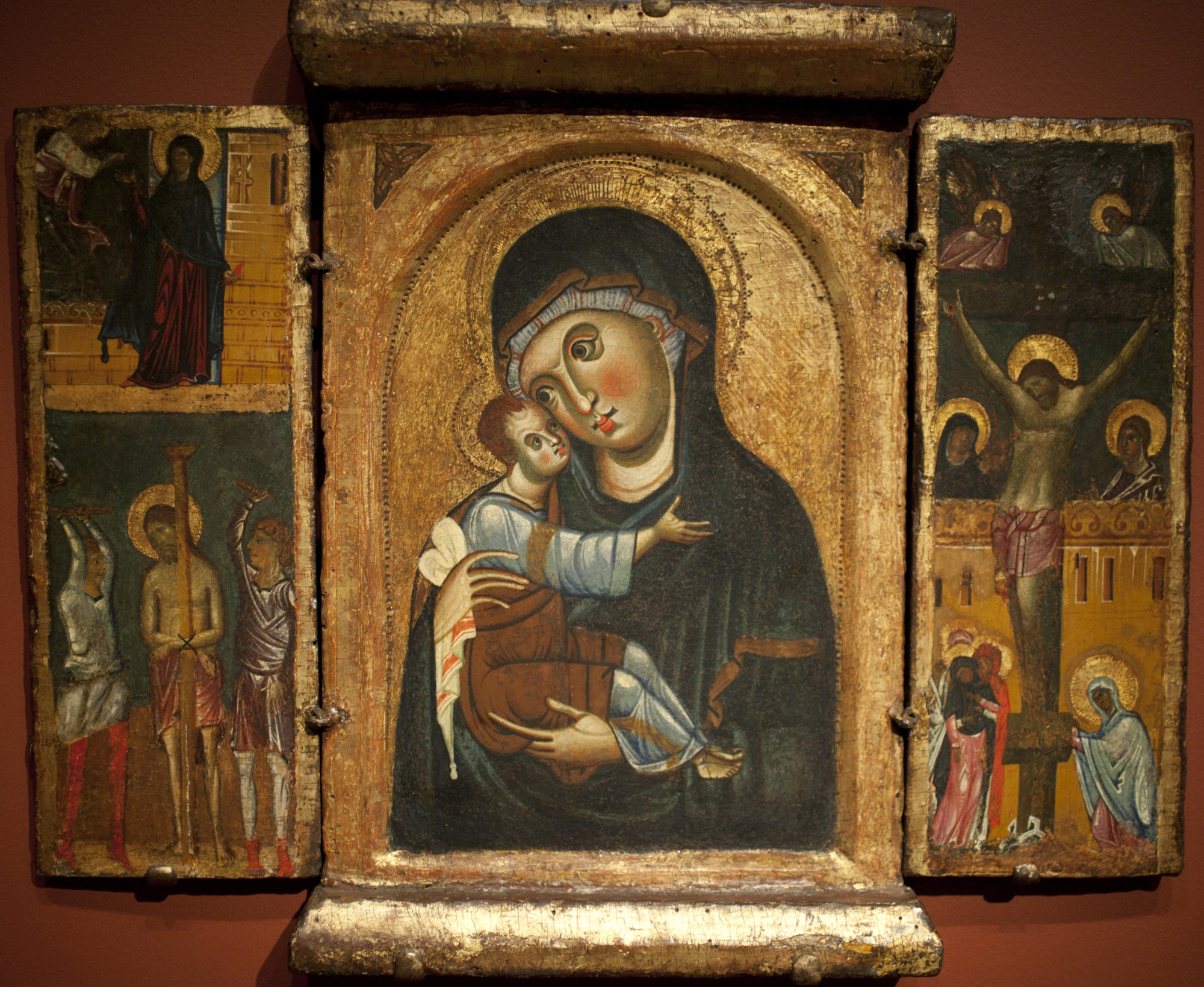
Triptyque, Princeton
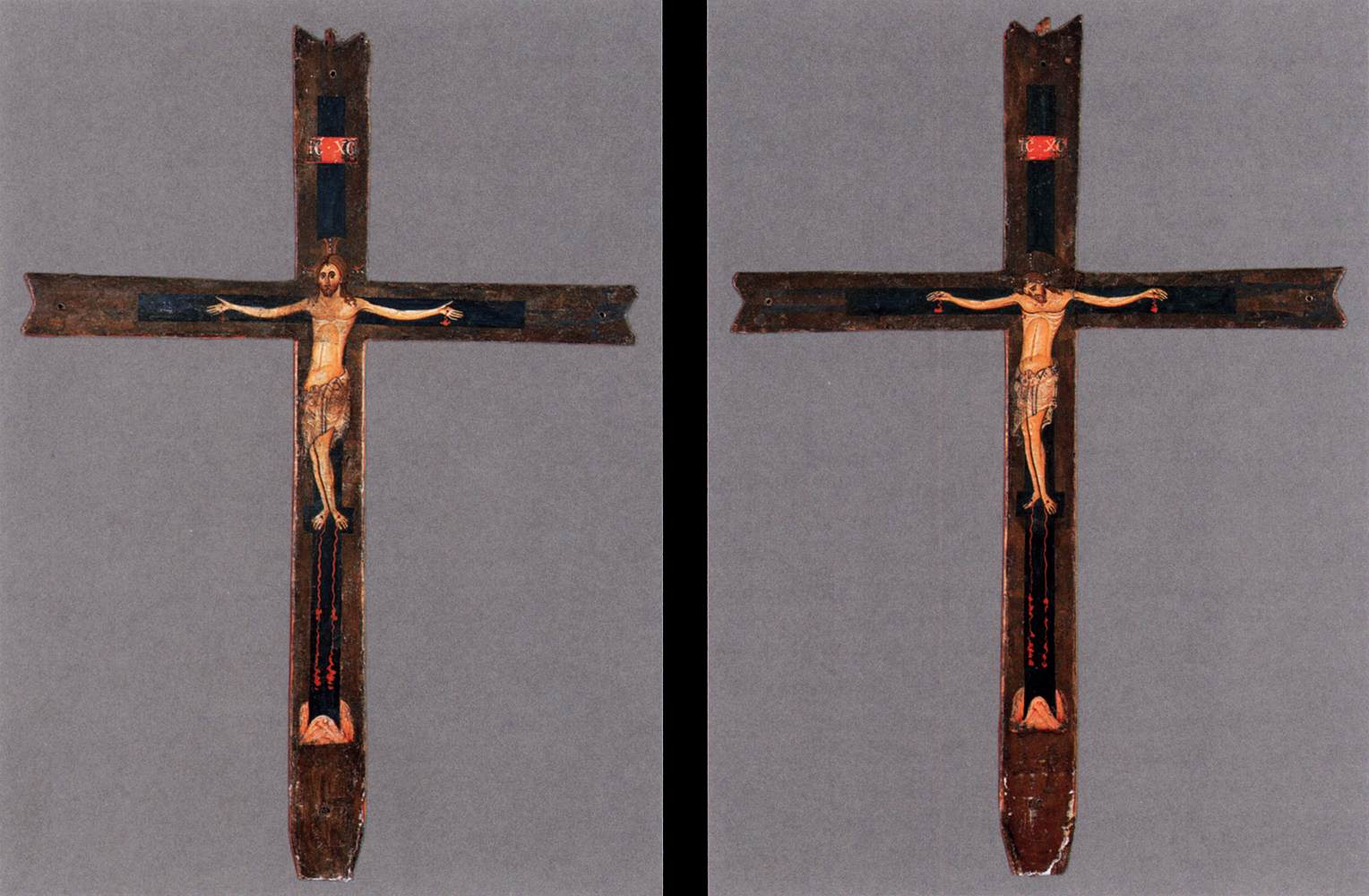
Crucifix, collection Cini, Venise
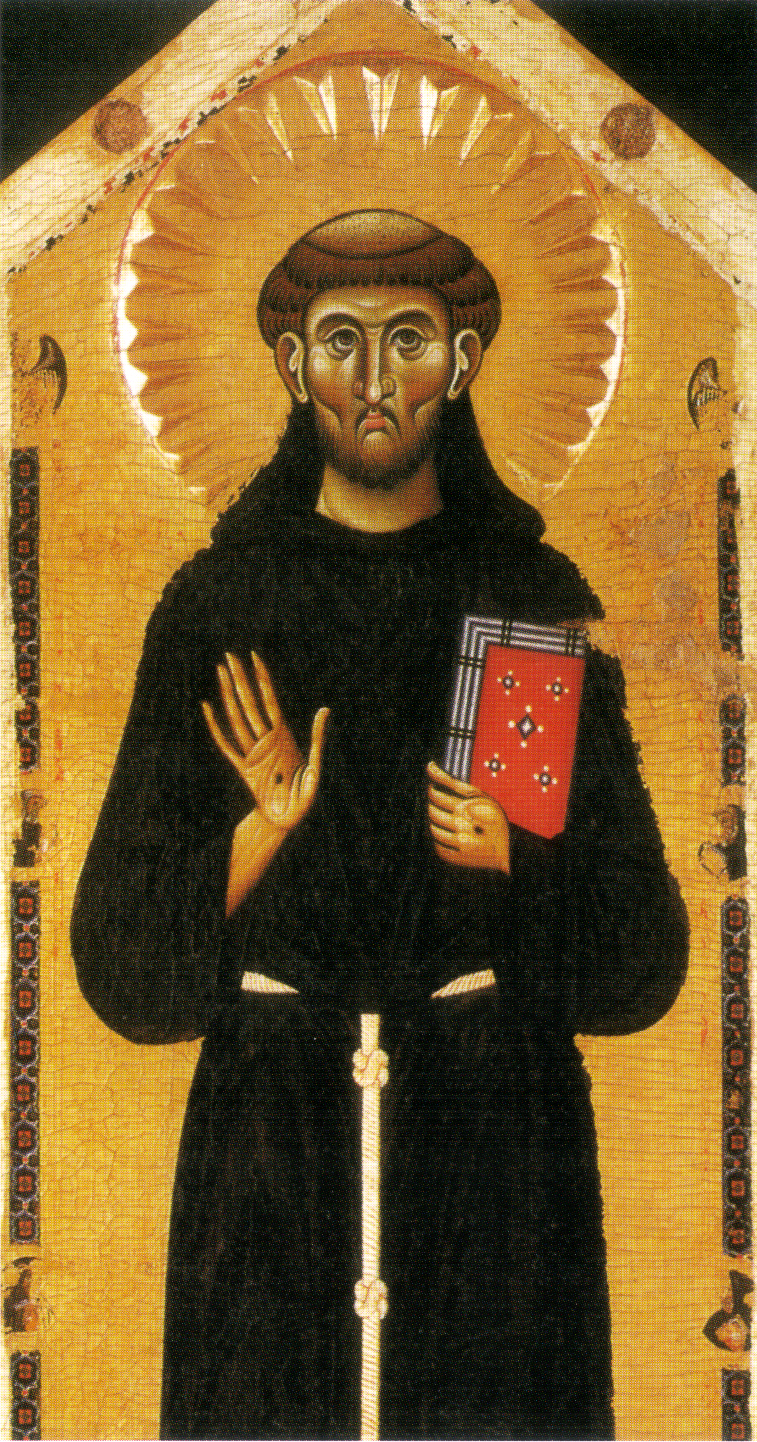
Maître du crucifix 434 et Maître de santa Maria Primerana, Saint François et huit scènes de sa vie, Pistoia

## Sources
Les sources de cet article sont signalées par le symbole  dans la biographie ci-dessous.